# Tim Hodgkinson

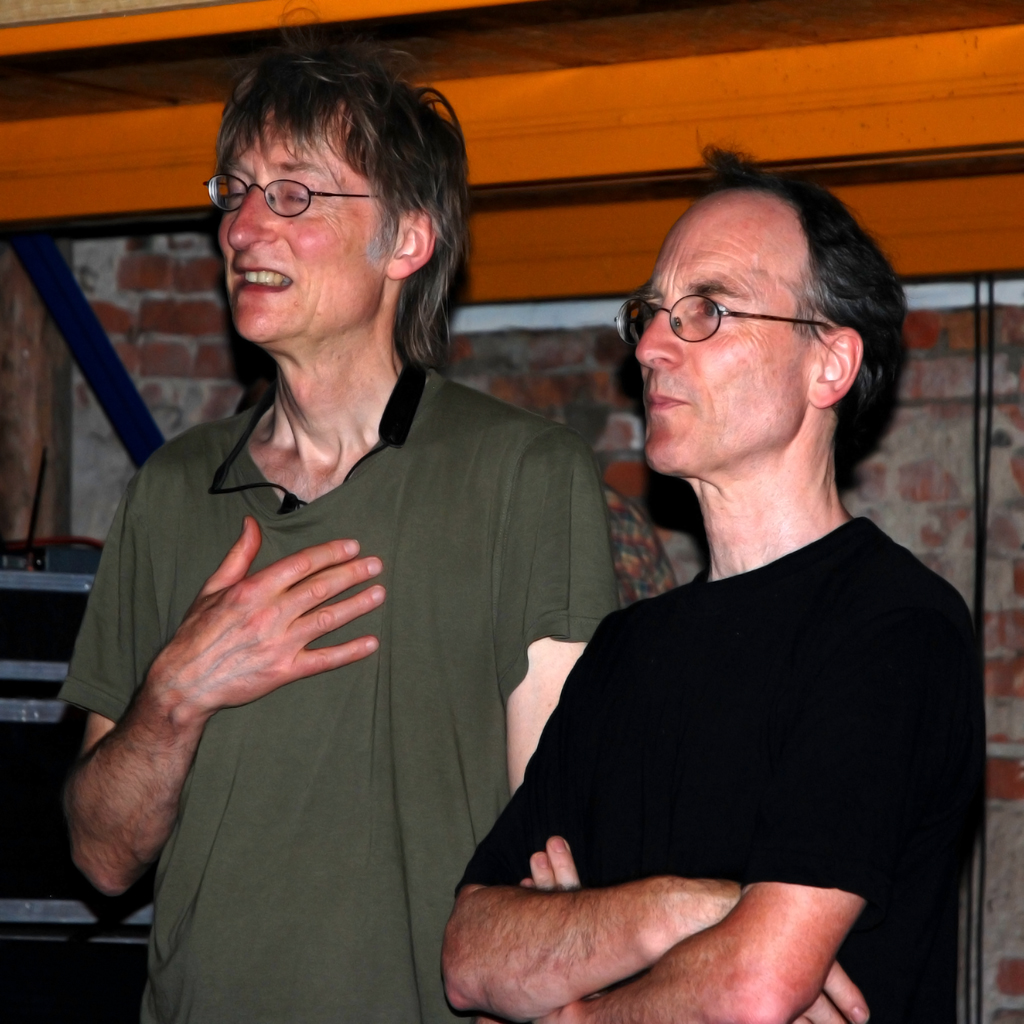
Tim Hodgkinson (links) und Chris Cutler in Schiphorst (2008)

Tim Hodgkinson (* 1. Mai 1949 in Salisbury) ist ein englischer Musiker (Saxophon, Klarinette, Piano, Gitarre) und Komponist, der als einer der Gründer der Artrock-Gruppe Henry Cow und im Bereich der experimentellen Rock- und der Improvisationsmusik bekannt ist.

## Leben und Wirken
Hodgkinson wuchs in Wiltshire auf und studierte an der Universität Cambridge Musikanthropologie (Abschluss 1971). Bereits 1968 gründete er mit Fred Frith die Gruppe Henry Cow, die bis 1979 existierte. Nach deren Auflösung veröffentlichte er 1981 mit Chris Cutler The Henry Cow Book.
1980 gründete er gemeinsam mit dem Gitarristen Bill Gilonis, dem Bassisten Mick Hobbs und dem Schlagzeuger Rick Wilson die Band The Work, die zunächst bis 1982 Bestand hatte und 1989 noch einmal auflebte. Gemeinsam mit Catherine Jauniaux nahmen sie 1982 Slow Crimes auf. Mit Gilonis gründete er das Independent-Label Woof Records, wo diese Platte erschien. Weiterhin spielte er mit Momes oder mit dem Jazz-Core-Projekt God.

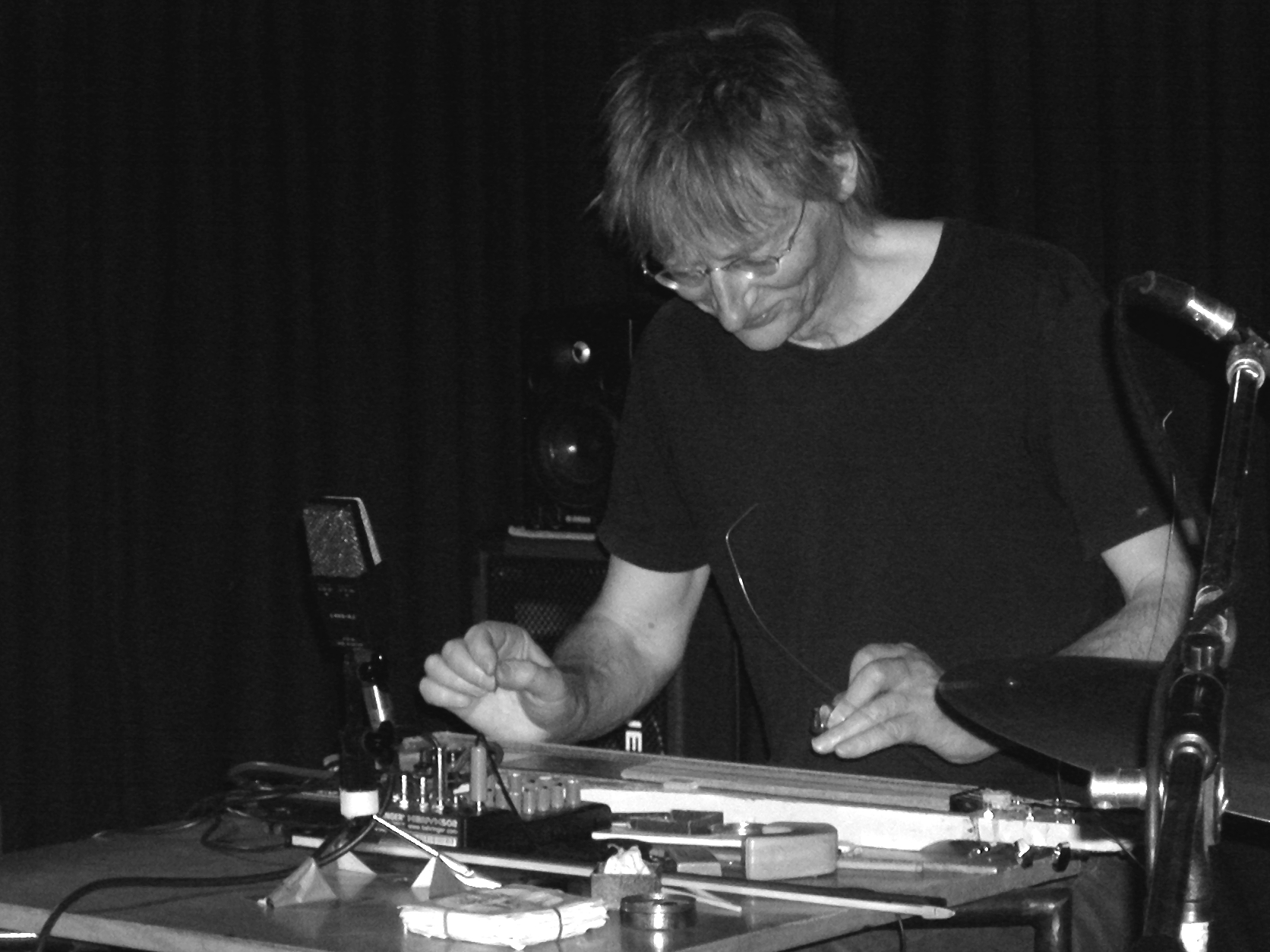
Tim Hodgkinson mit Konk Pack im Club W71 in Weikersheim (2008)

Gemeinsam mit dem schottischen Schlagzeuger Ken Hyder, mit dem er seit 1978 im Duo auftrat, machte er ab 1990 Tourneen durch Sibirien, um schamanistische Traditionen zu erforschen. Mit dem Obertonsänger Gendos Chamzyryn aus Tuwa bildeten sie schließlich das Trio K-Space, das 1998 in Altay-Dörfern spielte und seither besteht.
Auch mit Konk Pack spielt Hodgkinson neue Improvisationsmusik; außer ihm gehören noch der Kölner Elektroniker Thomas Lehn und der Schlagzeuger Roger Turner zu dem seit 1997 bestehenden Projekt.
Hodgkinson hat daneben mehrere Soloalben vorgelegt, die teilweise improvisierter Natur sind (etwa Splutter 1986), aber auch Kompositionen von ihm enthalten, etwa sein String Quartet 1 für klassisches Streichquartett. Sein Album Sketch of Now enthält drei Kompositionen für das rumänische Hyperion Ensemble (zum Teil dirigiert von Iancu Dumitrescu) und drei Kompositionen, auf denen Hodgkinson selbst auf unterschiedlichen Instrumenten zu hören ist. Daneben hat er mit vielen anderen Musikern gespielt, immer wieder mit Fred Frith, Chris Cutler, aber auch mit Lol Coxhill,  Tom Cora, Lindsay Cooper, John Zorn, Evan Parker, Catherine Jauniaux und Dagmar Krause.
Im Weiteren ist Hodgkinson als Musikwissenschaftler tätig.

## Diskographische Hinweise
- Splutter (1985, LP, Woof Records)
- Each in Our Own Thoughts (1994, CD, Woof Records)
- Pragma (1998, CD, Recommended Records)
- Sang (2000, CD, Recommended Records)
- Sketch of Now (2006, CD, Mode)

### Mit Anderen
- Fred Frith/Tim Hodgkinson Live Improvisations (1990, CD, Woof Records)
- Valentina Ponomareva, Ken Hyder, Tim Hodgkinson The Goose (Megaphone/Woof 1992)
- Konk Pack: Off Leash (2005, CD, Grob)
- K-Space Bear Bones (2002, CD, Slam Records)

## Bücher und Aufsätze
- Ch. Cutler, T. Hodgkinson The Henry Cow Book 1981
- T. Hodgkinson: Improvised Music and Siberian Shamanism (1996)
- T. Hodgkinson: Musicians, Carvers, Shamans. In: Cambridge Anthropology Vol 25(3), 2005/6. (PDF-Datei; 151 kB)